# Communauté de communes du Pays de Cruseilles
Die Communauté de communes du Pays de Cruseilles ist ein französischer Gemeindeverband mit Rechtsform einer Communauté de communes im Département Haute-Savoie, dessen Verwaltungssitz sich in dem Ort Cruseilles befindet. Das Städtchen liegt etwa auf halbem Weg zwischen den beiden Agglomerationen Genf und Annecy. Seine Umgebung gehört zum Savoyer Alpenvorland und liegt zwischen dem Genevois im Norden, dem Albanais im Südwesten und den Bornes-Alpen
als Teil der Savoyer Voralpen im Osten. Der Ende 2001 gegründete Gemeindeverband besteht aus 13 Gemeinden und zählt 17.208 Einwohner (Stand 2022) auf einer Fläche von 116,93 km², sein Präsident ist Jean-Michel Combet.

## Aufgaben
Zu den vorgeschriebenen Kompetenzen gehören die Entwicklung und Förderung wirtschaftlicher Aktivitäten und des Tourismus sowie die Raumplanung auf Basis eines Schéma de Cohérence Territoriale. Der Gemeindeverband bestimmt die Wohnungsbaupolitik. Er betreibt die Wasserversorgung, die Abwasserentsorgung (teilweise), die Müllabfuhr und ‑entsorgung sowie die Straßenmeisterei.

## Mitgliedsgemeinden
Folgende 13 Gemeinden gehören der Communauté de communes du Pays de Cruseilles an:
| Gemeinde                                     | Einwohner 1. Januar 2022 | Fläche km² | Dichte Einw./km² | Code INSEE | Postleitzahl |
| -------------------------------------------- | ------------------------ | ---------- | ---------------- | ---------- | ------------ |
| Allonzier-la-Caille                          | 2.170                    | 9,62       | 226              | 74006      | 74350        |
| Andilly                                      | 1.011                    | 6,07       | 167              | 74009      | 74350        |
| Cercier                                      | 729                      | 11,46      | 64               | 74051      | 74350        |
| Cernex                                       | 1.163                    | 12,66      | 92               | 74052      | 74350        |
| Copponex                                     | 1.287                    | 9,21       | 140              | 74088      | 74350        |
| Cruseilles                                   | 5.058                    | 25,41      | 199              | 74096      | 74350        |
| Cuvat                                        | 1.638                    | 4,72       | 347              | 74098      | 74350        |
| Le Sappey                                    | 463                      | 13,72      | 34               | 74259      | 74350        |
| Menthonnex-en-Bornes                         | 1.109                    | 8,48       | 131              | 74177      | 74350        |
| Saint-Blaise                                 | 378                      | 2,55       | 148              | 74228      | 74350        |
| Villy-le-Bouveret                            | 637                      | 3,49       | 183              | 74306      | 74350        |
| Villy-le-Pelloux                             | 1.009                    | 2,97       | 340              | 74307      | 74350        |
| Vovray-en-Bornes                             | 556                      | 6,57       | 85               | 74313      | 74350        |
| Communauté de communes du Pays de Cruseilles | 17.208                   | 116,93     | 147              | –          | –            |